# شاهزاده ایران: جنگجوی درون
شاهزاده ایران: جنگجوی درون (به انگلیسی: Prince of Persia: Warrior Within) یک بازی ویدئویی به سبک اکشن-ماجراجویی است که در ادامه بازی شاهزاده ایران: شن‌های زمان تولید و در سال ۲۰۰۴ میلادی انتشار یافت. این بازی توسط یوبی‌سافت مونترآل توسعه یافته و به‌وسیلهٔ یوبی‌سافت برای ایکس‌باکس، پلی‌استیشن ۲، نینتندو گیم‌کیوب و مایکروسافت ویندوز انتشار یافت. این بازی قبل از شاهزاده ایران: دو سریر انتشار یافت؛ و در دسامبر ۲۰۰۶ نسخه سازگار شده این بازی به نام شاهزاده ایران: افشاگری‌ها برای پلی‌استیشن همراه منتشر شد.

## داستان
هفت سال از وقایع شن‌های زمان گذشته است. اکنون شاهزاده، پادشاه ایران شده است ولی هر شب کابوس می‌بیند که از دست یک هیولا فرار می‌کند و سرانجام گیر می‌افتد. افرادش پیشگویی را پیدا می‌کنند که می‌تواند خوابش را تعبیر کند. پیشگو به او می‌گوید که هفت سال پیش شن‌های زمان را آزاد کرده و مورد نفرین آن ها قرار گرفته است و موجودی به نام داهاکا که در جزیره زمان زندگی می‌کند به دنبال اوست و می‌خواهد او را بکشد. شاهزاده تصمیم می‌گیرد که به جزیره زمان برود و با ملکه زمان حرف بزند تا نفرین از بین برود ولی پیشگو به او می‌گوید که نمی‌تواند سرنوشتش را عوض کنداو هم اعتنایی نمی‌کند و می‌رود. در دریا سربازان ملکه به فرماندهی دختری به نام شادی به آن‌ها حمله می‌کنند. همه افرادش کشته می‌شوند و خودش هم در نبرد با شادی شکست می‌خورد و به دریا پرتاب می‌شود. وقتی چشمانش را باز می‌کند، خود را در جزیره می‌بیند و تصمیم می‌گیرد علاوه بر پیدا کردن ملکه از شادی هم انتقام بگیرد.

## بازتاب‌ها
| گردآورنده | امتیاز  | امتیاز | امتیاز      | امتیاز      | امتیاز          | امتیاز  |
| گردآورنده | گیم‌کیوب | آی‌اواس | رایانه شخصی | پلی‌استیشن ۲ | پلی‌استیشن همراه | اکس‌باکس |
| --------- | ------- | ------ | ----------- | ----------- | --------------- | ------- |
| متاکریتیک | 83/100  | 72/100 | 83/100      | 83/100      | 65/100          | 83/100  |

| ناشر                      | امتیاز  | امتیاز | امتیاز      | امتیاز      | امتیاز          | امتیاز  |
| ناشر                      | گیم‌کیوب | آی‌اواس | رایانه شخصی | پلی‌استیشن ۲ | پلی‌استیشن همراه | اکس‌باکس |
| ------------------------- | ------- | ------ | ----------- | ----------- | --------------- | ------- |
| اج                        | ن/م     | ن/م    | ن/م         | 7/10        | 5/10            | ن/م     |
| الکترونیک گیمینگ مانثلی   | 8.5/10  | ن/م    | ن/م         | 8.5/10      | ن/م             | 8.5/10  |
| یوروگیمر                  | ن/م     | ن/م    | ن/م         | ن/م         | 6/10            | 7/10    |
| گیم اینفورمر              | 9.25/10 | ن/م    | ن/م         | 9.25/10     | 7.75/10         | 9.25/10 |
| گیم‌پرو                    | ن/م     | ن/م    | ن/م         | [ ۱۵ ]      | ن/م             | ن/م     |
| گیم رولیشن                | B       | ن/م    | ن/م         | B           | ن/م             | B       |
| گیم‌اسپات                  | 8.8/10  | ن/م    | 8.6/10      | 8.8/10      | 7.4/10          | 8.7/10  |
| گیم‌اسپای                  | [ ۲۲ ]  | ن/م    | [ ۲۳ ]      | [ ۲۴ ]      | [ ۲۵ ]          | [ ۲۶ ]  |
| گیم‌زون                    | ن/م     | ن/م    | 9.1/10      | 9.4/10      | ن/م             | 8.7/10  |
| آی‌جی‌ان                    | 8.6/10  | 6.9/10 | 8.6/10      | 8.5/10      | 6/10            | 8.7/10  |
| نینتندو پاور              | 4.6/5   | ن/م    | ن/م         | ن/م         | ن/م             | ن/م     |
| اوپی‌ام (ایالات متحده)     | ن/م     | ن/م    | ن/م         | [ ۳۷ ]      | [ ۳۸ ]          | ن/م     |
| اواکس‌ام (ایالات متحده)    | ن/م     | ن/م    | ن/م         | ن/م         | ن/م             | 9.6/10  |
| پی‌سی گیمر (ایالات متحده)  | ن/م     | ن/م    | 64%         | ن/م         | ن/م             | ن/م     |
| Detroit Free Press        | ن/م     | ن/م    | ن/م         | ن/م         | ن/م             | [ ۴۱ ]  |
| The Sydney Morning Herald | [ ۴۲ ]  | ن/م    | [ ۴۲ ]      | [ ۴۲ ]      | ن/م             | [ ۴۲ ]  |

به گفته یوبی‌سافت، بازی در نخستین ماه سال ۱.۹ میلیون نسخه در سراسر جهان فروخته است. نسخه پلی استیشن ۲ موفق به دریافت جایزه "طلا" بیشترین فروش از انجمن ناشران
نرم‌افزارهای سرگرمی و تفریحی (ELSPA) شد ، که نشان دهنده فروش حداقل ۲۰۰۰۰۰ نسخه در انگلستان است.
نقدهای بازی نسبتاً مثبت بود. نسخه‌های گیم‌کیوب، مایکروسافت ویندوز، پلی‌استیشن ۲ و ایکس‌باکس نقدهای مطلوبی را دریافت کردند، در حالی که نسخه‌های آی‌اواس و پی‌اس‌پی مطابق بررسی وبگاه متاکریتیک، بررسی‌های مختلط یا میانگین را دریافت کردند.

## توسعه بازی

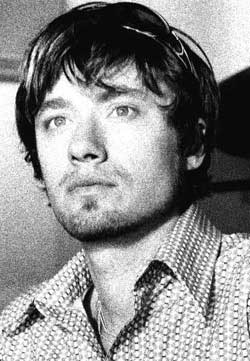
Sands of Time composer Stuart Chatwood (استوارت چت وود، یکی از آهنگسازان بازی)

بر خلاف نسخه قبلی بازی که شاهزاده موهای کوتاهتر و لباسی اشرافی داشت ، در این نسخه موهای پرنس بلند است و او زره جنگی به تن دارد. در این نسخه تغییراتی تیم صداپیشگی وجود داشت. شاهزاده توسط رابین اتکین داونز صداپیشگی می‌شود، در بازی قبلی (و بعدی) او توسط یوری لوونتهال صداپیشگی شده‌است. کالینا توسط بازیگر ایتالیایی مونیکا بلوچی و یک بازیگر صداپیشه (آلیچین پاکارد) صداپیشگی می‌شود. موسیقی متن بازی توسط استوارت چتوود تولید شده که شامل تلفیقی از ملودی های هوی متال با عناصر عربی و هندی است، همین طور نسخهٔ بی‌کلام ترانهٔ به تنهایی ایستاده‌ام از گروه گادسمک به عنوان تم «تعقیب داهاکا» (Dahaka's chase) در این بازی ویدئویی مورد استفاده قرار گرفته.